# Bondarszczyzna
Bondarszczyzna (biał. Бондаршчына; ros. Бондарщина) – wieś na Białorusi, w obwodzie mińskim, w rejonie wołożyńskim, w sielsowiecie Wołożyn.
W dwudziestoleciu międzywojennym wieś leżała w Polsce, w województwie nowogródzkim, w powiecie wołożyńskim.